# The President's Last Bang
The President's Last Bang (그때 그사람들?, Geudttae GeusaramdeulLR, Kŭttae kŭsaramdŭlMR) è un film del 2005 diretto dal regista sudcoreano Im Sang-soo. 
Si tratta di una commedia nera satirica che narra gli eventi che portarono all'omicidio di Park Chung-hee, l'allora presidente della Corea del Sud, da parte del suo intimo amico e direttore del National Intelligence Service Kim Jae-kyu, avvenuto il 26 ottobre 1979. 

## Trama
Una donna di mezza età si reca in un lussuoso bordello sudcoreano con sua figlia, che ha già avuto rapporti sessuali col presidente Park Chung-hee, per offrirla ancora al capo dello stato, ma viene fermata da Ju, agente dei servizi segreti, che si mette a interrogare e intimidire le due donne.
Il direttore dei servizi segreti Kim viene rimproverato da un medico per i suoi eccessi nel bere, una conseguenza del fatto di dover partecipare ai festini alcolici del presidente Park. Funzionari di vario grado si recano quindi in una casa rifugio attentamente sorvegliata; tra questi si trova l'agente Ju, che porta con sé alla festa una giovane attraente e la famosa cantante di enka e di trot Sim Soo-bong.
Durante la cena, il presidente Park, la sua guardia del corpo personale Cha Ji-cheol, il direttore Kim, il segretario capo Yang (incaricato di essere il compagno di bevute di Park) discutono su come gestire i manifestanti, con Cha che rimprovera Kim di non essere abbastanza repressivo. Kim, che è rimasto in un profondo stato di agitazione per tutta la giornata, decide allora di uccidere Park, e rivela il suo piano all'agente Ju e al colonnello Min dei servizi segreti.
Kim torna al festino e spara agli inermi Cha e Park, un colpo ciascuno prima che la pistola s'inceppi. Subito dopo, Ju, Min e alcuni loro sottoposti uccidono le guardie del corpo del presidente e prendono il controllo dell'edificio. Kim prende un'altra pistola, finisce Cha e dice a Park che cosa pensa di lui prima di dargli il colpo di grazia in testa.
I congiurati mettono a soqquadro la scena del crimine in modo che questo possa essere attribuito a un agguato da parte di un commando nordcoreano, e Kim utilizza il terrore e la tensione politici a proprio vantaggio quando convoca il consiglio di gabinetto. Più tardi, il direttore Kim e il colonnello Min incontrano i vertici delle forze armate per propinare loro la propria versione degli eventi, ma il segretario capo Yang fa riesce ad arrivare prima di loro e racconta quanto è veramente accaduto.
Per evitare che scoppi una guerra intestina, l'esercito pone ogni agenzia del governo sotto la propria autorità e arresta Kim, lasciando Yu e Min confusi e indifesi. Avendo compreso quale sarà il loro destino, chiamano i loro famigliari per dir loro addio.
Il primo ministro Choi Kyu-hah assume la presidenza della repubblica, e le sorti delle persone presenti alla festa, molte delle quali sono già state giustiziate, appaiono segnate.

## Distribuzione
Il film uscì in patria il 3 febbraio 2005 e fu proiettato alla Quinzaine des Réalisateurs del Festival di Cannes del 2005.
Reintegrato dei tagli dovuti alla censura, The President's Last Bang fu proiettato in versione integrale nel 2006, all'11ª edizione del Busan International Film Festival.
In Italia e stato reso disponibile per lo streaming in Italia dalla piattaforma MUBI, in versione in lingua originale con sottotitoli.

## Accoglienza

### Incassi
Partendo da un budget del'equivalente di 4,5 milioni di dollari, il film incassò in tutto il mondo 6 287 722 dollari.

### Controversie
Il modo in cui Park viene ritratto nel film è stato oggetto di controversie, che hanno portato a una causa contro i realizzatori del film da parte di Park Ji-man, l'unico figlio di Park Chung Hee. Nel 2005, una sentenza della corte centrale di Seoul ordinò il taglio di 3 minuti e 50 secondi di girato (per lo più immagini di repertorio di manifestazioni). Come risposta, il regista fece sostituire le scene tagliate con schermate bianche per tutta la loro durata. Nel periodo in cui fu distribuito nelle sale, fu proiettata solo la versione censurata, sia in patria che all'estero.
Fu presentato appello contro la sentenza, che fu annullata nell'agosto 2006 con la seguente motivazione: "Dobbiamo confermare ampiamente il diritto alla libera espressione nel presentare figure storiche pubbliche." La corte giudicò anche che alcune scene calunniavano ingiustamente il presidente dell'epoca e ordinò alla MK Pictures, la compagnia che finanziò la realizzazione del film, di pagare alla famiglia del presidente Park 100 milioni di won (circa 105 000 dollari statunitensi). In effetti, nel film il presidente park è presentato come un vizioso libertino dedito a orge e festini, che tra l'altro mostra una grande ammirazione per la cultura giapponese, al punto da parlarne occasionalmente anche la lingua. Il ricordo dell'occupazione è ancora vivo nella mente di molti coreani; ciò è stato visto come se implicasse l'ammirazione – se non la complicità – di Park per i precedenti dominatori coloniali del paese.

## Riconoscimenti
- 2005 – Baeksang Arts Award
  - Miglior film[senza fonte]